# Loudenvielle
Loudenvielle község Franciaország Okcitánia régiójában, Hautes-Pyrénées megyében. Új községként
2016. január 1-jén jött létre, amikor a korábbi Loudenvielle Armenteule korábbi községgel egyesült.

## Népesség
A település népességének változása:
| Lakosok száma | 229  | 226  | 298  | 238  | 237  |
|               | 2013 | 2015 | 2016 | 2017 | 2018 |